# Campeonato Mundial de Triatlón Ironman de 2009
El Campeonato Mundial de Triatlón Ironman de 2009 fue la 33.ª edición del Campeonato del Mundo. Tuvo lugar el 10 de octubre de 2009 en Hawái y estuvo organizado por la World Triathlon Corporation (WTC).

## Clasificación

### Masculino
| Pos.    | Tiempo (h:mm:ss) | Nombre          | País           | Tiempos (h:mm:ss) | Tiempos (h:mm:ss) | Tiempos (h:mm:ss) | Tiempos (h:mm:ss) | Tiempos (h:mm:ss) |
| Pos.    | Tiempo (h:mm:ss) | Nombre          | País           | Natación          | T1                | Bici              | T2                | Atletismo         |
| ------- | ---------------- | --------------- | -------------- | ----------------- | ----------------- | ----------------- | ----------------- | ----------------- |
|         | 8:20:21          | Craig Alexander | Australia      | 50:57             | 1:44              | 4:37:33           | 2:04              | 2:48:05           |
|         | 8:22:56          | Chris Lieto     | Estados Unidos | 51:07             | 1:44              | 4:25:11           | 2:21              | 3:02:35           |
|         | 8:24:32          | Andreas Raelert | Alemania       | 51:00             | 2:05              | 4:38:01           | 2:25              | 2:51:05           |
| Fuente: |                  |                 |                |                   |                   |                   |                   |                   |

### Femenino
| Pos.    | Tiempo (h:mm:ss) | Nombre               | País        | Tiempos (h:mm:ss) | Tiempos (h:mm:ss) | Tiempos (h:mm:ss) | Tiempos (h:mm:ss) | Tiempos (h:mm:ss) |
| Pos.    | Tiempo (h:mm:ss) | Nombre               | País        | Natación          | T1                | Bici              | T2                | Atletismo         |
| ------- | ---------------- | -------------------- | ----------- | ----------------- | ----------------- | ----------------- | ----------------- | ----------------- |
|         | 8:54:02          | Chrissie Wellington  | Reino Unido | 54:31             | 2:15              | 4:52:07           | 2:05              | 3:03:06           |
|         | 9:13:59          | Mirinda Carfrae      | Australia   | 58:45             | 1:54              | 5:14:18           | 2:14              | 2:56:51           |
|         | 9:15:28          | Virginia Berasategui | España      | 58:52             | 2:04              | 5:01:42           | 2:08              | 3:10:43           |
| Fuente: |                  |                      |             |                   |                   |                   |                   |                   |